# Visuell evoziertes Potential

Kontrastumkehr eines Schachbrettmusters mit Fixierpunkt

Visuell evozierte Potentiale (VEP, auch: VECP = visually evoked cortical potentials) sind durch visuelle Stimulation der Netzhaut hervorgerufene Potentialunterschiede geringer elektrischer Ladungen, die über dem Bereich der Sehrinde am Hinterkopf von der Haut abgeleitet werden können. Sie werden in der Neurologie und Augenheilkunde als diagnostisches Verfahren eingesetzt und gestatten eine objektive Erfassung der sensorischen Erregungsleitungen bis zur Hirnrinde. Die Messung von Latenzzeit (Laufzeit) und Amplitude (Ausmaß der Erregbarkeit) der Potentiale gibt Hinweise auf die Funktion der Sehbahn und deren Bestandteile (Sehnerv, Sehrinde). Die visuelle Reizung erfolgt entweder mit Lichtimpulsen oder mit einem Schachbrettmuster, bei dem die Kontraste in kurzen Abständen umgekehrt werden. Beim Gesunden liegt die Latenzzeit für das primär kortikale Potential bei 100 Millisekunden. Auf dem Monitor ist ein negativer Ausschlag zu erkennen.
Bei Durchblutungsstörungen, degenerativen Prozessen und Entzündungen im Bereich der Sehbahn kann die Latenzzeit verzögert und/oder die Amplitude verringert sein. VEPs spielen insbesondere auch bei der Diagnostik der Multiplen Sklerose eine wichtige Rolle.

## Interpretation der Werte

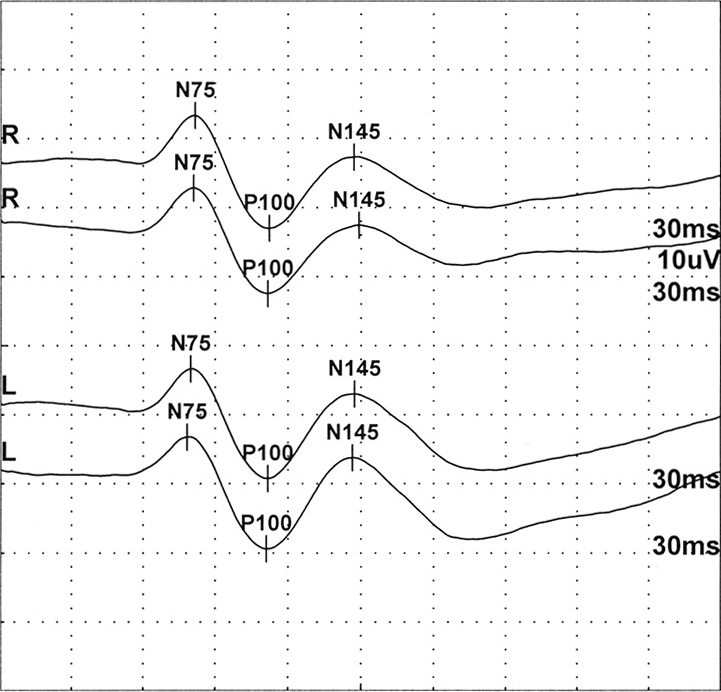
Normale VEP beim Erwachsenen

VEP ohne Latenz mit leicht vermindertem Potential rechts

Ein typisches VEP weist ein Tal seiner Potentiale bei etwa 80 ms (N80) auf, eine Spitze bei 100 ms (sog. P100) und ein weiteres Minimum bei ca. 135 ms (N135). In der graphischen Darstellung wird die positive Spitze P100 nach unten weisend (meist in der Neurologie, siehe Abbildungen) oder alternativ nach oben weisend dargestellt (oft in der Augenheilkunde und in der Forschung). Gemessen werden die Latenz der P100 (neuerdings auch „Gipfelzeit“ genannt) und die Amplitude, die man entweder als Differenz P100-N80 misst, oder als mittlere Differenz ((P100-N80) + (P100-N135))/2. Die Latenz (Gipfelzeit) ist dabei im weitesten Sinne ein Wert für die Zeit, die ein Lichtreiz von der Netzhaut des Auges als Spannungsimpuls bis zur Sehrinde im Hinterkopf benötigt. Sie liegt bei der Normpopulation im Bereich von 95–115 ms. Die Amplitude bewegt sich im Bereich von 5 µV bis 30 µV.
Die klassische Anwendung des VEPs ist die Diagnostik der Sehbahn und deren Bestandteile (Sehnerv, Sehrinde), bspw. im Rahmen einer Multiplen Sklerose. Bei einer Entzündung im Bereich der Sehbahn ist die Latenz deutlich erhöht (um 20 ms und mehr), die Amplitude wenig reduziert. Auch gestatten VEPs die Beurteilung des Schweregrades einer Amblyopie und finden deshalb in der strabologischen Diagnostik Anwendung.
- Eine leichte Latenz (Verzögerung) bei normaler Amplitude deutet auf eine Demyelinisierung hin. Die Amplitude kann hierbei auch verringert sein.
- Eine starke Verzögerung des Signals bei normaler Amplitude deutet auf eine Demyelinisierung und Remyelinisierung hin.
- Eine aufgesplitterte und verzögerte Reizantwort deutet auf eine chronische De- und Remyelinisierung hin.
- Keine Reizantwort deutet auf die komplette Schädigung der Axone hin oder es liegt ein Leitungsblock vor, welcher durch einen Tumor verursacht sein kann.
- Eine niedrige Reizantwort (Spannungspotential) und eine normale Latenz (Verzögerung) deutet auf eine teilweise Schädigung der Axone hin oder auf einen teilweise vorhandenen Leitungsblock.[4]

Die VEP sind in hohem Maße von technischen Parametern der Stimulation (Monitor, Spiegel, Blitzbrille, Abstand zum Auge) abhängig. Daher ist es obligat, dass für die jeweilige Konstellation spezielle Normwerte ermittelt werden. Ferner gibt es eine Abhängigkeit vom Lebensalter mit langsamer Zunahme der Latenz ab dem 55. Lebensjahr.